# Vinterskogens naturreservat
Vinterskogens naturreservat är ett naturreservat om 295 hektar i Grödinge socken i Botkyrka kommun, sydväst om samhället Uttran och norr om Vårsta. I naturreservatet ligger de tre sammanhängande sjöarna Övrasjön, Mellansjön och Brosjön. Området har varit naturreservat sedan den 27 september 2009, och är utsett till Natura 2000-område. Ett skäl till utnämningen är att fisken nissöga och citronfläckad kärrtrollslända återfinns här.
Namnet Vinterskogen kommer sig av att Alfred Nobels dynamitlager av säkerhetsskäl flyttades hit från Vinterviken. Vid Brosjön ligger den kommunala badplatsen Brosjöbadet.

## Natur
De tre sjöarna ligger i en sprickdal och kantas av branta sluttningar mot den omgivande skogen.
I reservatet finns flera olika skogstyper, såsom hällmarksskog, blandbarrskog, lövsumpskog och sandbarrskog. Något skogsbruk i större skala har aldrig bedrivits i området, och flera träd i hällmarksskogen är inemot 200 år gamla. Många nedfallna träd har blivit liggande i skogen, och kommer i och med reservatsförklaringen att förbli det. De enda ingrepp som kommer att göras i reservatet sägs vara sådana som syftar till "att bevara eller förstärka värdena för naturvård, friluftsliv och kulturmiljövård."
Sällsynta arter som återfinns i reservatet är fisken nissöga, kransalgen dvärgslinke och trollsländan citronfläckad kärrtrollslända. Bland fåglar som finns i området märks spillkråka, mindre hackspett, nattskärra, järpe och sparvuggla. Sällsynta svampar som påträffats är laxticka och ostticka. Här finns också strutbräken och missne.

## Kultur

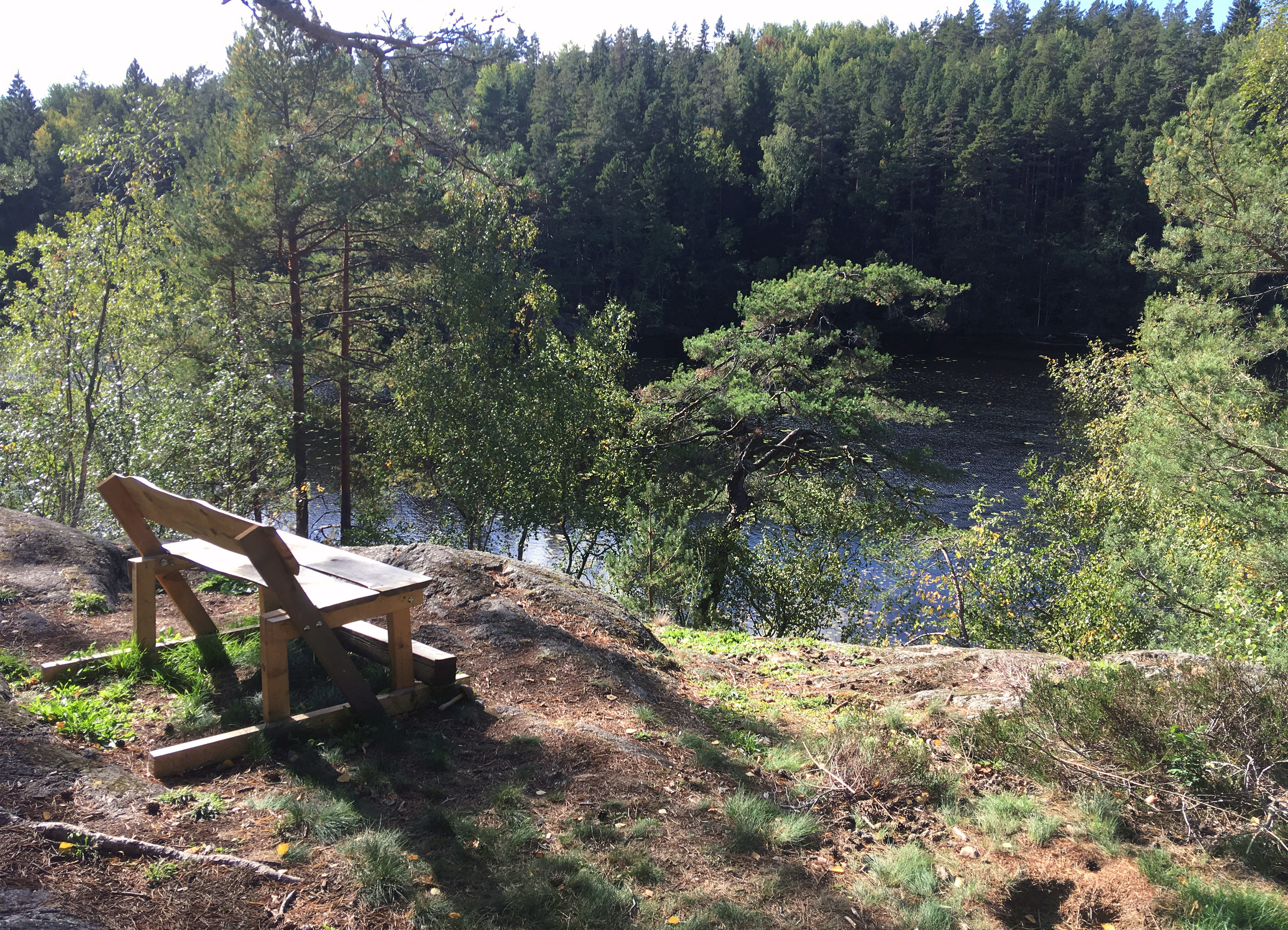
Utsiktsplats vid Mellansjön.

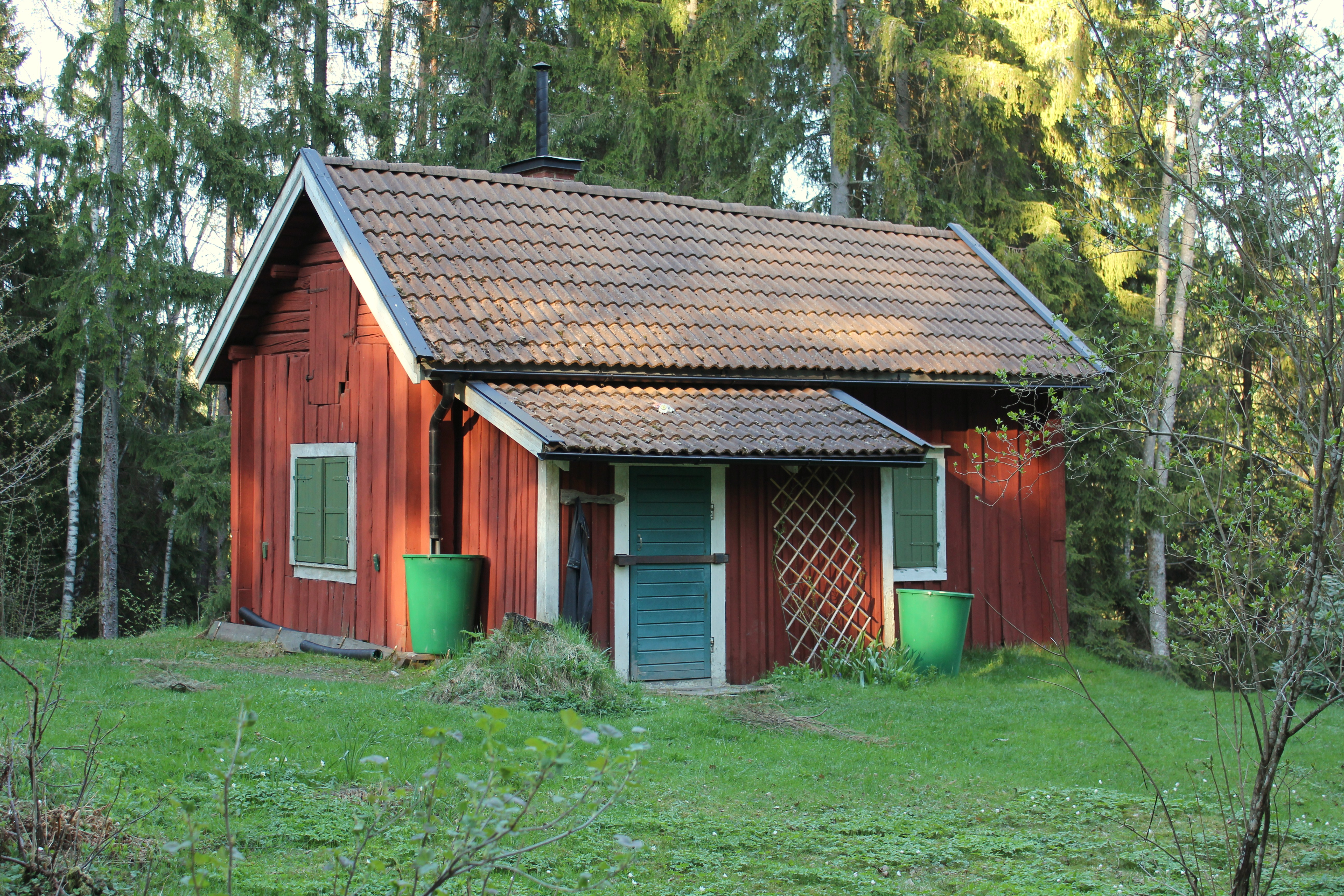
Torpet Katrineberg i maj 2011.

Området har varit bebott mycket länge, och i reservatets sydvästra hörn finns omkring femtio gravar från äldre järnålder.
Under 1700-talet var skogen skogsbete för djuren på de många torp som legat här och som hörde till gården Ensta. Vid 1800-talets slut fanns ett tiotal torp kring sjöarna. I dag finns endast tre av dessa torp kvar: backstugan Strömsberg och torpet Katrineberg, båda mellan Mellansjön och Brosjön, samt Lilla Malmtorp strax söder om det egentliga reservatet. Det K-märkta grenadjärtorpet Brotorp vid Brosjön var troligen den äldsta byggnaden i det nuvarande reservatet. Det byggdes omkring 1680, och stod kvar fram till början av 1990-talet då det totalförstördes vid en anlagd brand. Torpet var en prototyp till tvåhundra soldattorp som Karl XI ville bygga, och hade ritats av arkitekten och fältmarskalken Erik Dahlbergh. Karl XI lär själv ha inspekterat torpet tillsammans med Dahlbergh år 1680.
Vid 1800-talets slut beslutade Nobels dynamitfabrik att på grund av olycksrisken vid anläggningen vid Vinterviken strax söder om Stockholm förvara sina dynamitlager i en depå med fyra förrådsbyggnader i området. Namnet Vinterskogen härstammar från denna tid, och alluderar på namnet Vinterviken. Dynamitdepån var i bruk ända in på 1970-talet, men nu återstår bara rester av den, däribland fundamentet i betong, delar av en trappa och några av de stenmurar som skulle skydda mot eventuella explosioner.
Ett gammalt missionshus, Moriaberg, låg också i skogen. Huset byggdes 1885 och användes som sommarkyrka in på 1980-talet. Det byggdes på mark som uppläts av en fru Rosenqvist på Ensta gård, troligen på initiativ av grenadjären L. F. Berglund i Brotorp, som var hängiven medlem av Tumba Kristna Friförsamling. Byggnaden vandaliserades dock, varför Botkyrka kommun lät bränna ned huset. Marken förvaltas i dag av Botkyrkas lajvförening Tu-Lajv som uppfört nya byggnader på tomten.